# Proteoteras
Proteoteras là một chi bướm đêm thuộc phân họ Olethreutinae trong họ Tortricidae.

## Các loài
- Proteoteras aesculana Riley, 1881
- Proteoteras arizonae Kearfott, 1907
- Proteoteras crescentana Kearfott, 1907
- Proteoteras implicata Heinrich, 1924
- Proteoteras moffatiana Fernald, 1905
- Proteoteras naracana Kearfott, 1907
- Proteoteras obnigrana Heinrich, 1923
- Proteoteras willingana (Kearfott, 1904)